# مونمو گوجوسان
پادشاه مونمو پنجمین پادشاه گوجوسان بود. او از سال ۱۰۰۰ قبل از میلاد تا ۹۷۲ قبل از میلاد سلطنت کرد. نام واقعی او چه آن (هانگول: 춘 هانجا: 椿) بود. بعد از او تائه وون به سلطنت رسید.